# Cinterem
A cinterem eredetileg a templom körüli – legtöbbször fallal kerített – temető régi magyar elnevezése. Később a templomudvar jelentését is felvette. A csángó nyelvjárásban előforduló csincsirin szó jelentése temetőkert (románul: ţintirim).
A protestáns templomok előcsarnokát vagy oldalépítményét  is jelenti, ahová nagyobb temetési szertartások alkalmával a koporsót elhelyezik a halotti prédikáció időtartamára.

## A szó eredete
A latin coemeterium szóból, az pedig a görög koiméthrion, 'nyugvóhely, fekvőhely' szóból ered.

## Népies szólásokban
Népies szólásokban is előfordul: „cinterem felé áll a rúdja”: halni készül; „cinteremvirág veri a fejét”: őszül.

## Ady Endrénél
Ady egy versében is említi a szót: „ha felzajlott a cinterem, ő nem játszott, sétált velem” ( Az első asszony).) A vers ihletője valós személy volt, róla – Ady érmindszenti tanulóéveiről beszélve – a költő öccse, Ady Lajos is megemlékezett: „Fiuk, lányok együtt tanultak itt, s mivel pedig Katona Károly uram súlyos heptikával küszködött, s a két méter magas pici iskola-szobában erősen fúladozott, a márciusi első napfénytől kezdve a templom fás udvarán: a cinteremben folyt a tanítás.”